# Josef Kilian Schickh
Josef Kilian Schickh (* 7. Jänner 1799 in Wien-Landstraße; † 22. Mai 1851 in Wien) war ein österreichischer Schriftsteller, der hauptsächlich Zaubermärchen, Lokalpossen und Parodien für das Alt-Wiener Volkstheater der drei Wiener Vorstadttheater schrieb. Er war der Neffe des Journalisten Johann Schickh und ein Zeitgenosse Johann Nestroys, Karl Meisls, Josef Alois Gleichs und Franz Xaver Tolds.

## Leben
Josef Kilian Schickh wurde 1799 als Sohn des Wiener Kaufmannes Josef Schickh geboren, besuchte das Akademische Gymnasium und trat 1815 als Fourier beim Fuhrwesenkorps (Train) seinen Militärdienst an. 1819 quittierte er den Dienst und arbeitete zuerst in der Hofkriegsbuchhaltung, später am Universalcameral-Zahlamt (bis 1845). Dann wechselte er in die Universal-Staats- und Banco-Schuldencasse, wo er bis zu seinem Tode verblieb. Er war verheiratet mit der Schauspielerin Antonie Schickh (1808–1870).

## Schriftstellerische Tätigkeit
Neben seiner Beamtenlaufbahn schrieb er über 70 Stücke für die Vorstadttheater Wiens, mit denen er – obwohl sie meist nur (durchaus gewolltes) Mittelmaß erreichten – beachtliche Erfolge erzielte. Sein erstes Werk („Pluto und Proserpina oder: Der Simandl aus der Unterwelt“) wurde 1821 im Josefstädter Theater aufgeführt, im gleichen Jahr war er auch erstmals im Leopoldstädter Theater präsent. Von 1829 bis 1831 schrieb er einige Parodien für das Theater an der Wien – darunter 1830 die Raimund-Parodie Die goldpapierene Zauberkrone oder: Nichts ist unmöglich, auf dessen Stück Die unheilbringende Zauberkrone; 1831 folgte Die verhängnisvolle Limonade oder: Liebe und Kabale, nach Schillers Kabale und Liebe.
1831 wurde er vom Leopoldstädter Theater als Hausdichter engagiert, kehrte aber bald wieder an das Josefstädter Theater zurück. Die Konkurrenz mit dem damals sehr populären Theaterautoren Franz Xaver Told ließ ihn ans Theater an der Wien ausweichen, aber seine Glanzzeit war vorüber. Sein Werk Die Hammerschmiedin aus der Steiermark oder: Folgen einer Landpartie (Musik von Franz von Suppè) wurde 1842 einer seiner letzten Erfolge. Mit dem Kritiker Moritz Saphir lieferte er sich einen jahrelangen Pressekrieg in den Zeitschriften Der Wanderer und Der Humorist, da dieser zu seinen schärfsten Gegnern zählte. Dieses Schicksal teilte er mit Johann Nestroy, wenn dieser auch der bei weitem bessere und erfolgreichere Theaterschriftsteller war.
Einmal allerdings gelang es ihm, seine übermächtigen Konkurrenten zu „besiegen“: Seine Parodie des Feenballetts Der Kobold, choreographiert und getanzt vom berühmten Jules Perrot, wurde von der zeitgenössischen Presse besser beurteilt als Nestroys Stück Der Kobold und Tolds gleichnamiges Stück. Im September 1838 erschien Schickhs Werk Noch ein Kobold, aber vermuthlich der letzte oder: Der junge Herr muss wandern und fand im Gegensatz zu Tolds und Nestroys Versionen zustimmende Aufnahme („[…] so wird doch jeder Unbefangene im Stillen den Zusatz gemacht haben:  Und bisher der beste!“).

## Werke (Auszug)
- Pluto und Proserpina oder: Der Simandl aus der Unterwelt. 1821.[2]
- Staberl als Todter. 1828[3]
- Die elegante Bräumeisterin oder: Neueste Art, alte Schulden zu bezahlen. 1830.[3]
- Die verhängnisvolle Limonade oder: Liebe und Kabale. 1831, Musik von Adolf Müller senior.[2]
- Der Kampf des Glückes mit dem Verdienste oder: Die Erfindung des Zufalles. 1833.[2]
- Adelaide oder: Zehn Jahre aus dem Leben einer Sängerin. 1834.[3]
- Asmodi oder: Das böse Weib und der Satan. 1834.[3]
- Die schöne Holländerin. 1835, Musik von Adolf Müller senior.[3][4]
- Hans Jörgel in Wien oder: Die Überraschung im Flora-Tempel. 1835, Musik von Adolf Müller senior.[2]
- Das Zauber-Diadem oder: Abenteuer eines Stubenmädels. 1836, Musik von Michael Hebenstreit.[3]
- Noch ein Kobold, aber vermuthlich der letzte oder: Der junge Herr muss wandern. 1838, Musik von Heinrich Proch.[5][6]
- Die Lokalsängerin und ihr Vater oder: Das Theater im Theater. 1839.[2]
- Die Hammerschmiedin aus der Steiermark oder: Folgen einer Landpartie. 1842, Musik von Franz von Suppè.[3]
- Frau v(on) Trumau und Herr v(on) Tinderl oder die modernen Wirthschaften. o. J., Faschingsspiel mit Gesängen; zwischen 1830 und 1848  zensurbehördlich verboten.[7]